# Valeyres-sous-Ursins
Valeyres-sous-Ursins ist eine politische Gemeinde im Bezirk Jura-Nord vaudois des Kantons Waadt in der Schweiz.

## Geographie
Valeyres-sous-Ursins liegt auf 551 m ü. M., 4 km südsüdöstlich der Bezirkshauptstadt Yverdon-les-Bains (Luftlinie). Das Strassenzeilendorf erstreckt sich auf einem Geländevorsprung östlich des Tals des Buron, im Waadtländer Mittelland.
Die Fläche des 2,8 km² grossen Gemeindegebiets umfasst einen Abschnitt des Hügellandes zwischen der Orbeebene und dem Broyetal. Der zentrale Teil des Gebietes wird von der Geländeterrasse und dem Vorsprung, auf dem das Dorf liegt, eingenommen. Nach Westen dacht sich der Hang sanft gegen das Buron-Tal ab, bevor ein rund 40 m hoher Steilabfall in das eigentliche Tal erfolgt. Das Gemeindegebiet wird im Westen vom Buron, im Norden und Osten von seinem rechten Seitenbach Niauque und im Südwesten von einem weiteren kleinen Erosionstal begrenzt. Nach Süden erstreckt sich der Gemeindeboden an den Hang des Höhenrückens, der das Buron-Tal im Westen vom Tal der Mentue im Osten trennt. Auf der Flur Fin d'Essertines wird mit 598 m ü. M. der höchste Punkt von Valeyres-sous-Ursins erreicht. Von der Gemeindefläche entfielen 1997 5 % auf Siedlungen, 19 % auf Wald und Gehölze und 76 % auf Landwirtschaft.
Zu Valeyres-sous-Ursins gehören einige Einzelhöfe. Nachbargemeinden von Valeyres-sous-Ursins sind Pomy, Ursins, Essertines-sur-Yverdon und Gressy.

## Bevölkerung
Mit 237 Einwohnern (Stand 31. Dezember 2023) gehört Valeyres-sous-Ursins zu den kleinen Gemeinden des Kantons Waadt. Von den Bewohnern sind 95,6 % französischsprachig, 1,1 % deutschsprachig und 1,1 % italienischsprachig (Stand 2000). Die Bevölkerungszahl von Valeyres-sous-Ursins belief sich 1900 auf 189 Einwohner. Nachdem die Bevölkerung bis 1970 auf 123 Personen abgenommen hatte, wurde seither wieder eine Bevölkerungszunahme registriert.

## Wirtschaft
Valeyres-sous-Ursins war bis in die zweite Hälfte des 20. Jahrhunderts ein vorwiegend durch die Landwirtschaft geprägtes Dorf. Noch heute haben der Ackerbau, der Obstbau und die Viehzucht eine wichtige Bedeutung in der Erwerbsstruktur der Bevölkerung. Weitere Arbeitsplätze sind im lokalen Kleingewerbe und im Dienstleistungssektor vorhanden. Seit dem 14. Jahrhundert ist eine Mühle am Buron erwähnt. In den letzten Jahrzehnten hat sich Valeyres-sous-Ursins auch zu einer Wohngemeinde entwickelt. Einige Erwerbstätige sind deshalb Wegpendler, die vor allem im Raum Yverdon arbeiten.

## Verkehr
Die Gemeinde ist verkehrstechnisch recht gut erschlossen, obwohl sie abseits der grösseren Durchgangsstrassen liegt. Der Autobahnanschluss Yverdon-Sud an der 1981 eröffneten A1 (Lausanne-Yverdon) ist rund 4 km vom Ortskern entfernt. Durch einen Postautokurs, der von Yverdon nach Bercher verkehrt, ist Valeyres-sous-Ursins an das Netz des öffentlichen Verkehrs angebunden.

## Geschichte
Während der Römerzeit befand sich beim heutigen Valeyres-sous-Ursins ein Refugium. Es wurden auch zahlreiche Münzfunde gemacht. Die erste urkundliche Erwähnung des Ortes erfolgte 1184 unter dem Namen de Valeres. Der Ortsname geht auf die römischen Geschlechts- respektive Personennamen Valerius und Valeria zurück und deutet auf die Fundstücke aus der Römerzeit hin.
Seit dem Mittelalter unterstand Valeyres-sous-Ursins der Herrschaft Belmont. Mit der Eroberung der Waadt durch Bern im Jahr 1536 gelangte das Dorf unter die Verwaltung der Vogtei Yverdon, die niedere Gerichtsbarkeit hatte die Kastlanei Belmont inne. Nach dem Zusammenbruch des Ancien Régime gehörte Valeyres-sous-Ursins von 1798 bis 1803 während der Helvetik zum Kanton Léman, der anschliessend mit der Inkraftsetzung der Mediationsverfassung im Kanton Waadt aufging. 1798 wurde es dem Bezirk Yverdon zugeteilt.

## Sehenswürdigkeiten
Valeyres-sous-Ursins hat den typischen Charakter eines Strassenzeilendorfs mit aneinandergebauten Bauernhäusern, die zumeist aus dem 18. und 19. Jahrhundert stammen. Das Dorf besitzt keine eigene Kirche, es gehört zur Pfarrei Gressy.